# Marie Rollet
Pour les articles homonymes, voir Rollet.
Marie Rollet (1580 à Paris en France - mai 1649 à Québec au Canada) est une Française qui a émigré vers la Nouvelle-France en 1617 avec son mari, l'apothicaire Louis Hébert, et leurs trois enfants. La famille s’installe à Québec, où Marie demeure en dépit du décès de son époux en 1627 et de la prise de la ville par les frères Kirke en 1629. Marie Rollet est considérée comme l’une des premières femmes européennes à s’être installée en permanence dans la colonie canadienne.

## Biographie

### Enfance et vie parisienne
Marie Rollet est née vers 1580. Elle est la fille de Jean Rollet et d’Anne Cogu. Elle aurait eu au moins un autre frère, Claude (1578-1643).
Marie épouse François Dufeu, marchand de Compiègne. On ne sait presque rien de cette première union. Devenue veuve, elle épouse Louis Hébert, apothicaire, à l’église Saint-Sulpice à Paris le 19 février 1601. Le couple aura une première fille, Anne (1602-1619), quelques mois après leur union.

Carte de Paris (1615) où vivent Marie Rollet et Louis Hébert vivent avant leur départ pour Québec en 1617.

Après deux ans à changer de logis à Paris, Marie et Louis s’installent finalement sur le chemin de la Petite-Seine (actuelle rue Bonaparte), à Saint-Germain-des-Prés. En 1606, Louis Hébert part pour Port-Royal avec Samuel de Champlain où il soigne notamment Français et Autochtones. Il laisse auparavant une procuration générale en faveur de son épouse. Elle ne tarde pas à l’utiliser car le 8 août, elle vend la maison à nullle autre que l'ancienne reine de France, Marguerite de Valois, qui cherche à agrandir son domaine. En charge d’une enfant de 4 ans et disposant d’un petit capital grâce à cette vente, Marie loge peut-être ensuite chez sa mère, sur la rue Haute-Feuille, en l’absence de son époux, qui rentre 8 mois plus tard.
Marie donne naissance à sa deuxième fille, Guillemette (1608-1684), entre-temps. Louis retourne à Port-Royal en 1610, cette fois pour un voyage de trois ans au terme duquel il revient en France parmi les siens. Marie donne naissance à son fils Guillaume en 1614 (1614-1639).

### Un contrat avec la Compagnie du Canada
En 1617, Louis Hébert signe un contrat avec la Compagnie du Canada à l'instigation de Champlain. Il devra pratiquer son métier d’apothicaire en plus de défricher la terre mais cette fois à Québec plutôt qu'à Port-Royal. Autre particularité, il est prévu que toute la famille s’embarque pour l’Amérique. Marie et les trois enfants du couple seront logés et nourris.
Marie, Louis et leurs enfants, alors âgés de 15, 9 et 3 ans, se dirigent d’abord à Honfleur. La famille s’embarque sur le Saint-Étienne, le 11 mars 1617, avec Claude Rollet et un domestique de même que Champlain et du Pont Gravé. Le navire arrive à Tadoussac le 14 juin et à Québec en juillet.
Enfin arrivé à Québec, le couple fait construire une première maison sur l’emplacement actuel du Séminaire. Si Louis a déjà l'expérience de la vie américaine en Acadie, il est va autrement pour Marie, Parisienne de naissance. En sa qualité d'apothicaire, Louis Hébert prodigue des soins aux malades. Il entreprend également de défricher la terre avec l'aide de son beau-frère Claude Rollet, tel que le stipule son contrat d’engagement. De son côté, Marie enseigne à ses enfants et s’occupe de la maisonnée. Marie Rollet et Louis Hébert sont considérés comme les premiers colons français à posséder et à cultiver leurs terres pour y élever leur famille.
En 1618, Marie Rollet voit sa fille Anne contracter le premier mariage à être officié au Canada selon les rites catholiques. Elle épouse Étienne Jonquet. Cependant, Anne décède quelques mois plus tard des suites de son premier accouchement.

### Femme du procureur du roi
En 1620, le contrat liant Hébert et ses gens à la Compagnie du Canada prend fin. Champlain nomme presque aussitôt Louis Hébert procureur du roi à Québec. Marie Rollet et Louis Hébert s’installent dans une maison de pierre, où on trouve un enclos, des arbres fruitiers et plusieurs pommiers. Le couple figure dès lors parmi l’élite administrative coloniale. Elle accueille Hélène Boullé, épouse de Champlain, qui vient brièvement à Québec la même année.
Le 26 août 1621, Louis Hébert et Marie Rollet marient leur seconde fille Guillemette à Guillaume Couillard de Lespinay. Le couple aura dix enfants et habite à proximité des parents de Guillemette.

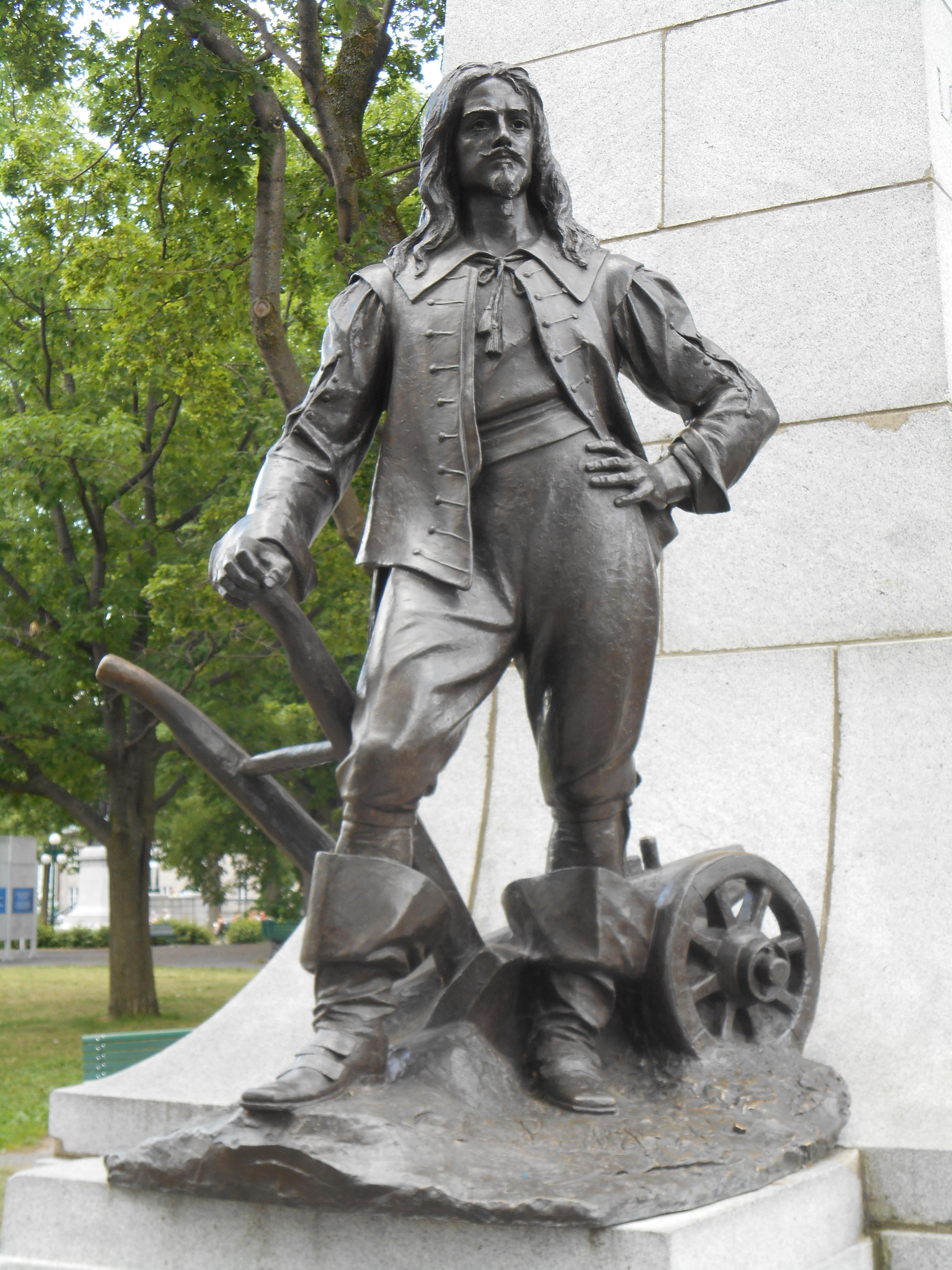
Guillemette Hébert épouse Guillaume Couillard en 1621. Sculpture de Guillaume Couillard, époux de Guillemette Hébert, au pied du monument de Louis Hébert (par le sculpteur Alfred Laliberté).

Les Hébert possèdent, depuis 1623, le fief du Sault-au-Matelot qui s’étend jusqu’en haute-ville (où se trouvent aujourd’hui la basilique, le séminaire, les rues Couillard et Hébert) de même que le fief de Lespinay, près de la rivière Saint-Charles, à partir du 28 février 1626.
La famille Hébert est victime des intempéries en 1624. Champlain note, le 20 avril, qu’« un grand coup de vent enleva la couverture du fort Saint-Louis, […] et le pignon de la maison de Hébert, qui estoit de pierre, que je lui fis rebastir : […] je fis raser le second estage, & la rendis logeable au mieux qu’il me fut possible, attendant l’occasion plus commode pour la mieux édifier ».

### Décès et remariage
Durant l'hiver 1626-1627, Marie perd son époux, Louis Hébert, qui décède des suites d'une chute le 25 janvier 1627.
Elle lui survivra plus de trente ans. Elle hérite de la moitié de ses biens, Guillemette et Guillaume de l’autre. En 1627, Marie est aussi marraine lors du baptême catholique de Naneogauchit. fils du chef innu Chomina. Elle prépare un repas mémorable à cette occasion.
Deux ans plus tard, Marie épouse Guillaume Hubou à Québec, le 16 mai 1629. Champlain assiste au mariage. Hubou est arrivé dans la colonie deux ans auparavant et il a 25 ans de moins que sa nouvelle épouse. Marie n’aura pas d’enfants avec lui.

### Rester à Québec

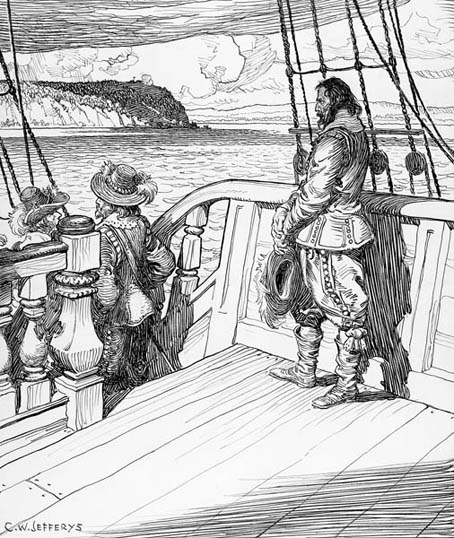
Marie Rollet fait partie de la vingtaine de Français qui demeurent à Québec après la prise de Québec par les frères Kirke en 1629. Sur cette image, Champlain est représenté quittant Québec.

Au service du roi d’Angleterre Charles Ier, les frères Kirke s’emparent de Québec quelques mois plus tard. Marie Rollet et sa famille (son troisième mari, son fils, sa fille et son gendre) demandent conseil à Champlain. Doivent-ils rester chez eux à Québec ou partir comme la majorité des Français? Son mari et son gendre ayant plusieurs arpents de terre en culture, Champlain leur suggère de demeurer le temps de faire la prochaine récolte. Il note : « Ils me remercièrent du conseil que je leur donnai, disant qu’ils le suivraient, espérant néanmoins nous revoir la prochaine année, avec l’aide de Dieu ». Marie fait donc partie de la vingtaine de Français qui restent dans la colonie. Les autres, parmi lesquels se trouvent Champlain, quittent pour la France dans l’attente du résultat des négociations.
Pendant ce laps de temps, Marie joue un rôle que l’on peut qualifier de sociopolitique. Elle contribue à maintenir vivaces les liens avec les nations autochtones. Marie, qui agit à de multiples reprises comme marraine au moment du baptême, continue sans doute de s'occuper de l’éducation catholique d’enfants autochtones.
De plus, Olivier Le Jeune, un jeune esclave noir, arrive avec David Kirke. D’abord vendu à Olivier Le Baillif en 1632, il reste dans la famille de Guillemette et de Guillaume Couillard jusqu’à son décès en 1654. Marie l’a sûrement côtoyé.

### La vie tranquille de l’une des premières résidentes de Québec
Le 29 mars 1632, Québec est rétrocédé aux Français par le traité de Saint-Germain-en-Laye. La première messe soulignant l’événement est célébrée dans la maison de Marie. Dans les années suivantes, la vie de Marie est plus tranquille. Son fils Guillaume se marie à Hélène Desportes en 1634. Le couple a trois enfants.

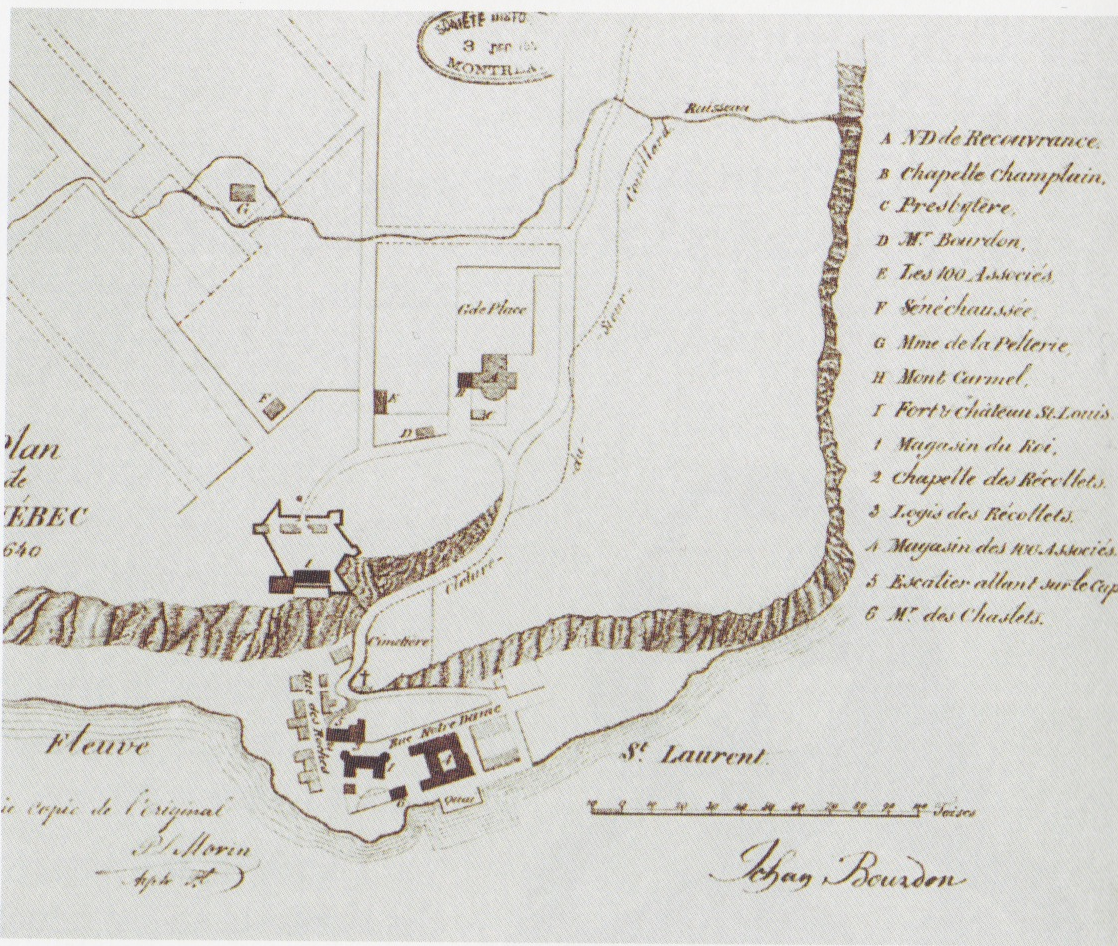
Plan de Québec en 1640.

Hubou obtient le coteau Sainte-Geneviève en 1635. Marie et lui y résident dans une maison de pierre, qui se pare de plusieurs dépendances, moulin et fontaine, à partir de décembre de cette année-là.
Marie Rollet voit ensuite mourir Champlain (paralysé à l'automne 1635 et décédé le 25 décembre 1635). Puis, le 23 septembre 1639, c’est au tour de son fils Guillaume de mourir. Dix autres années passent dans la vie de Marie, vraisemblablement rythmées par les saisons, le soin et l’éducation de ses petits-enfants et les préoccupations du quotidien liées à son mari, sa fille et son gendre.

### Décès
Marie Rollet est inhumée à Québec le 27 mai 1649, à l'âge d'environ 69 ans.
Son mari Guillaume Hubou lui survit jusqu’en 1653, de même que son gendre Guillaume Couillard jusqu’en 1663 et sa fille Guillemette jusqu’en 1689.

## La postérité actuelle de Louis Hébert et de Marie Rollet
La postérité de Louis Hébert et de Marie Rollet est aujourd'hui très nombreuse en Amérique, par deux de leurs enfants :
- leur fille Guillemette née en1608 (et son époux Guillaume Couillard, sieur de L'Espinay) ;
- leur fils Guillaume né en 1614 (et son épouse Hélène Desportes, premier enfant née viable d'Européens en Nouvelle-France, en 1620, filleule d'Hélène Boullé, l'épouse de Samuel de Champlain).

En 1800, le couple formé de Louis Hébert et Marie Rollet arrivait déjà au 10e rang au Bas-Canada pour le nombre de descendants mariés :
| Ancêtre | Nombre de descendants mariés avant l'année 1800 |
| --- | ----------------------------------------------- |
| Zacharie Cloutier (v. 1590-1677), arrivé du Perche (Orne) en 1634, marié en 1616 — 6 enfants, 5 mariés                                                   | 10 850                                          |
| Jean Guyon [Dion] (1592-1663), arrivé du Perche (Orne) en 1634, marié en 1615 — 10 enfants, 8 mariés                                                     | 9 674                                           |
| Marin Boucher (v. 1587-1671), arrivé du Perche (Orne) en 1634, marié en 1611 puis en 1628 ou 1629 — 14 enfants, 7 mariés                                 | 8 502                                           |
| Jacques Archambault (v. 1604-1688), arrivé de l'Aunis (Charente-Maritime) entre 1642 et 1648, marié au Poitou (Vendée) en 1629 — 7 enfants, 5 mariés     | 8 445                                           |
| Noël Langlois (v. 1605-1684), arrivé du Perche (Orne) en 1634, marié à Québec le 25 juillet 1634 - 10 enfants, 8 mariés                                  | 7 847                                           |
| Abraham Martin (v. 1590-1664), arrivé en 1619, marié en France vers 1618 — 9 enfants, 6 mariés                                                           | 7 765                                           |
| Pierre Miville (v. 1602-1669), arrivé d'Hiers-Brouage, Saintonge (Charente-Maritime) entre 1640 et 1650, marié à Brouage vers 1631 — 6 enfants, 6 mariés | 6 552                                           |
| Pierre Desportes (v. 1595-après 1628), arrivé en 1619, marié en France vers 1618 — 1 fille, mariée 2 fois                                                | 6 515                                           |
| Jean Roussin (1597-après 1680), arrivé du Perche (Orne) en 1650 ou 1651, marié en 1622 — 5 enfants, 4 mariés                                             | 4 730                                           |
| Louis Hébert (v. 1575-1627), arrivé de Paris en 1617, marié à Paris en 1601 — 3 enfants, 3 mariés                                                        | 4 592                                           |

## Hommages

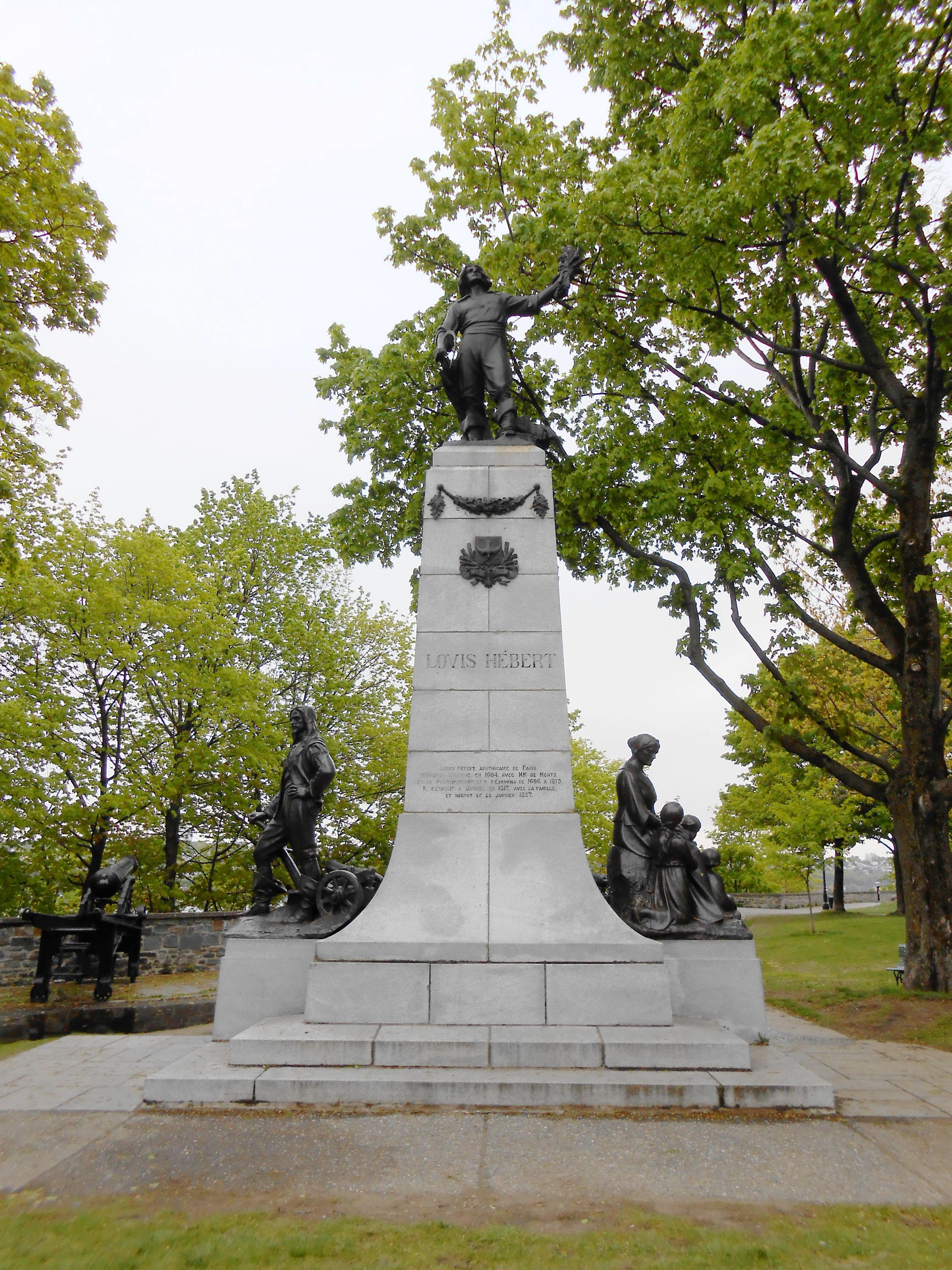
Le monument à Louis Hébert à Québec. Au pied, Guillaume Couillard, Marie Rollet et ses enfants sont représentés.

Dans le parc Montmorency à Québec, au pied du monument consacré à Louis Hébert, Marie Rollet est représentée avec ses trois enfants. On y voit aussi son gendre Guillaume Couillard, appuyé sur une charrue, instrument qu'il a été le premier à utiliser en Nouvelle-France.
Le nom de Marie Rollet figure sur la Plaque des premiers colons de Québec.
De nombreux édifices, parcs et rues portent le nom de Marie Rollet au Québec.
Des rues portent son nom à :
-Québec
-Lévis
-Montréal
-La Tuque
-Saint-Bruno-de-Montarville
-Saguenay
-Rouyn-Noranda. Un quartier de Rouyn-Noranda porte aussi son nom-Sorel-Tracy
-Saint-Jean-sur-Richelieu
-Sainte-Julie
-Notre-Dame-de-l’île-Perrot.
Parmi les édifices :
-À Québec, le Centre de formation professionnelle Marie-Rollet.
-La Maison Marie-Rollet, un centre d’hébergement pour les femmes fondé en 1961.
En littérature, Marie Rollet est mentionnée dans le roman Le premier jardin d’Anne Hébert (1988).
Marie Rollet a été désignée personnage historique en vertu de la Loi sur le patrimoine culturel du Québec le 14 juin 2017.